# Чэнь Ин
Чэнь Ин (кит. 陈颖, род. 4 ноября 1977, Пекин) — китайский стрелок из пистолета, олимпийская чемпионка 2008 года и серебряный призёр Олимпийских игр 2012 года. Чемпионка мира 2006 года в 4 стрелковых дисциплинах. Участница Олимпийских игр 2004 года.